# Michel Gaillard (maire de Tours)
Michel I Gaillard, seigneur de Longjumeau et de Chilly, fut maire de Tours.

## Biographie
Michel (Ier) Gaillard (né vers 1425-† 1501), est le fils de Mathurin Gaillard, seigneur de Villemorand/Villemourans près Blois (-lez-Blois) (Villemorand ?), procureur général du comté de Blois et avocat du duc d'Orléans au comté de Blois, et de Jeanne Calipeau/de Callipeaux. Il épouse en premières noces Jacquette Berthelot, belle-sœur de Jean Ruzé et de Jean Briçonnet, ainsi que tante de Gilles Berthelot et d'Adam Fumée ; puis, en secondes noces, Marguerite Bourdin, dame de Villaines, d'Assy et de Puteau, veuve de Macé Picot et tante de Jacques (II) Bourdin. Il est le père de (cf. sur Gallica : Dictionnaire de titres originaux pour les fiefs, l'histoire, la généalogie, t. IV, p. 125-129) :
- Jeanne, épouse de Bernard Prévost, seigneur de Saint-Cyr
- Pernelle (fille de Jacquette Berthelot), épouse de Louis Ruzé, seigneur de La Herpinière, bailli de Melun
- Ne, épouse de Jean Le Pelé
- Denis, seigneur de Puteaux (fils de Marguerite Bourdin), époux d'Antoinette de Rueil
- Michel (II) († 1535), seigneur de Longjumeau, d'Escrennes, de Chilly, d'Harmancourt et de Fayet (fils de Marguerite Bourdin), premier gentilhomme de la Chambre, panetier des rois Louis XII et François Ier, époux de Souveraine d'Angoulême, demoiselle d'honneur de Louise de Savoie, fille légitimée de Charles d'Orléans, comte d'Angoulême, et de Jeanne Le Conte de Nonant
- Michelle (fille de Marguerite Bourdin), épouse de Florimond Ier Robertet, mère de Françoise Robertet (l'épouse de Jean Babou) et grand-mère de Florimond III Robertet.

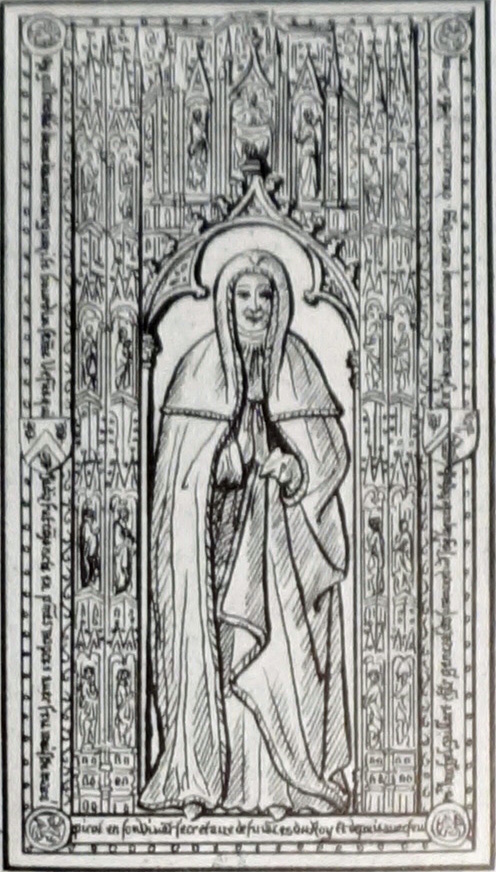
Tombeau de sa seconde épouse, Marguerite Bourdin.
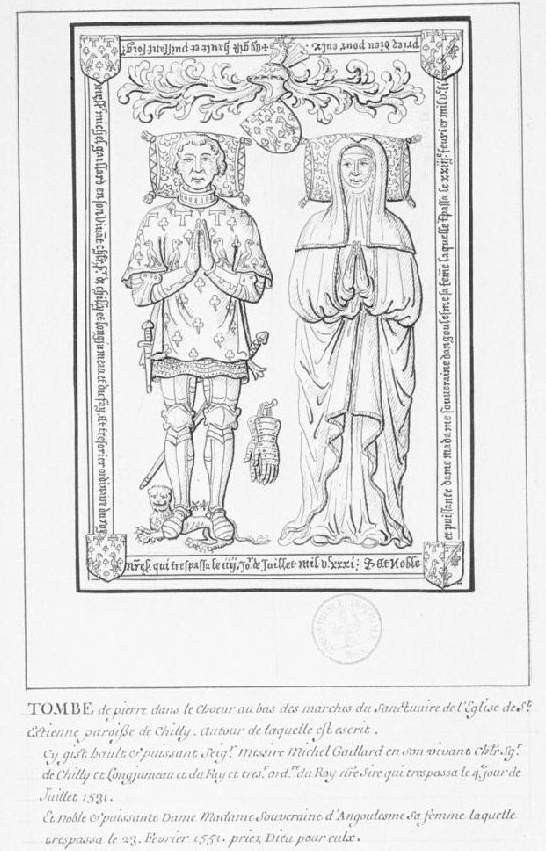
Tombeau de son fils, Michel Gaillard, et de Souveraine d'Angoulème, sa femme.

Officier du duché d'Orléans, trésorier et receveur général des finances du duc d'Orléans en 1456, il est élu en la cour des aides de Blois de 1458 à 1472. Il devient officier puis trésorier de Marie d'Anjou (mère du roi Louis XI) puis conseiller, trésorier, receveur général et argentier de Marie de Clèves, duchesse d'Orléans (mère du futur roi Louis XII)
En 1467, il est nommé fermier itinérant pour le Roi du quart de sel du Poitou et de Saintonge et gouvernement de La Rochelle, avant de devenir responsable de la flotte royale ancrée à Marseille l'année suivante 1468.
De 1469 à 1472, il est trésorier du Roi près des écossais et gardes du corps du Roi.
À partir de 1472, il est conseiller du Roi, général sur le fait des finances. En parallèle, il est chargé de missions et d'ambassades par le roi Louis XI. Il est également membre du conseil privé de Louis XI (1474), dont il est maître d'hôtel. Il reste conseiller privé sous le roi Charles VIII, dont il devient chambellan en 1487.
Capitaine et grand patron des galées de France en 1478, il est fait chevalier de l'ordre du Porc-Épic en 1486.
Il devient maire de Tours en 1493.

## Armoiries
| Blason | Blasonnement : D'argent semé de trèfles de sinople, à deux croix de Saint-Antoine de gueules, en chef, soutenues de deux perroquets affrontés de sinople. |

D'après Henri-Émile de La Vallière et son étude de l'hôtel d'Alluye, ce blasonnement est incomplet. Selon lui, les Gaillard portaient plutôt « d’or, à six treffles de sinople, 5 en orle et 1 en cœur, à deux papegeais affrontés de sinople, allumés, becqués et colletés de gueules, empiétant à dextre et à sénestre le second treffle de l'orle, tenant et bequetant celui du cœur, leurs queues fourchues de deux plumes, descendant presque en pointe et surmontés chacun d'un tau de gueules en chef ».

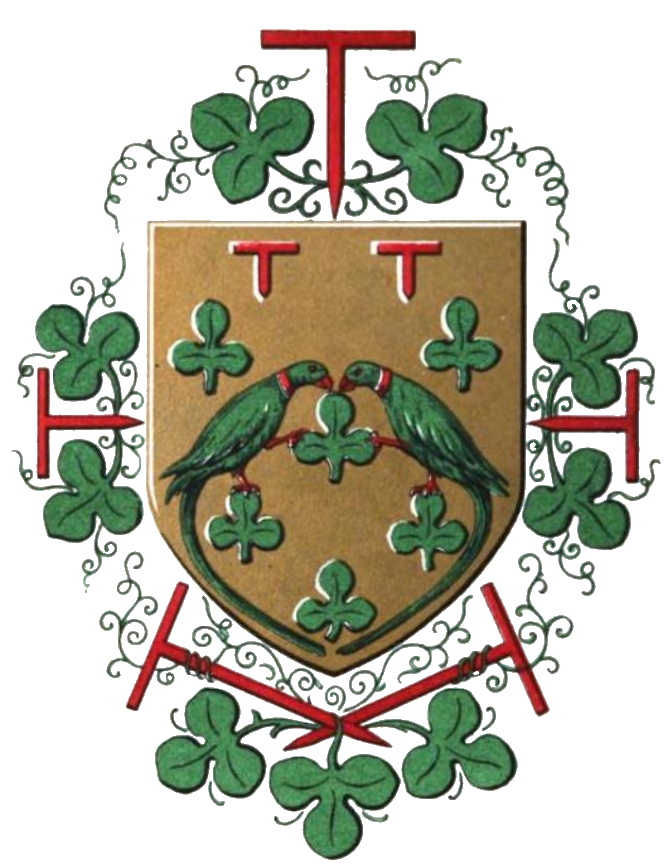
Dessin des armes de Michèle Gaillard, fille de Michel, d'après Henri-Émile de La Vallière.